# Sarah Bro
 Ikke at forveksle med Sara Bro.
Sarah Bro (født 4. marts 1996) er en dansk tidligere svømmer. Hun konkurrerede i 4x100 m fri for damer ved OL 2016. Hendes lillesøster, Signe Bro, er også svømmer og deltog i OL 2020.

## Professionel sportskarriere
Sarah Bro svømmede primært fri og rygcrawl. Hun begyndte sin karriere i Gentofte Svømmeklub, og som 16-årig begyndte hun at træne på det nationale træningscenter. Bro var med på det danske stafethold i 4x100 m fri, der med en femteplads ved EM i 2016 sikrede sig kvalifikation til OL samme år. Ved OL blev danskerne nummer seks i det indledende heat og nummer tolv samlet, hvilket ikke var nok til en finaleplads.
I 2017 var hun også med til VM, og i 2019 tog hun på træningsophold i USA. Imidlertid havde hun gennem en længere periode haft svært ved at finde motivationen for at træne, og i februar 2020 indstillede hun karrieren.

## Efterfølgende karriere
Hun fik tilbudt at blive ekspertkommentator ved Discovery Networks Danmark i forbindelse med OL 2020, men da disse lege blev udskudt, tog hun i stedet imod tilbud om at være med i et par tv-underholdningsprogrammer, blandt andet Korpset. Hun blev også ekspertkommentator, da de olympiske lege blev afholdt i 2021.

## Privatliv
Bro har tidligere datet den amerikanske skuespiller Zac Efron i knap et år. Bro har fortalt i en DR-podcast, hvordan forholdet var traumatiserende og efterlod hende med stor hjertesorg.